# شيفا روز
شيفا روز (بالإنجليزية: Shiva Rose)‏ هي ممثلة أمريكية، ولدت في 8 فبراير 1969 في سانتا مونيكا في الولايات المتحدة.

## وصلات خارجية
- الموقع الرسمي
- شيفا روز على موقع IMDb (الإنجليزية)
- شيفا روز على موقع إن إن دي بي (الإنجليزية)
- شيفا روز على موقع قاعدة بيانات الفيلم (الإنجليزية)